# Ihlower Kirche

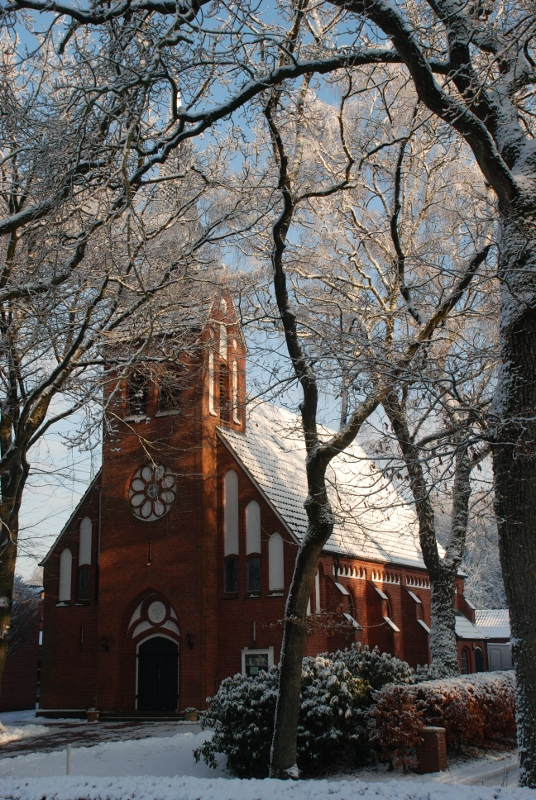
Kirche im Winter

Die evangelisch-lutherische Ihlower Kirche steht im ostfriesischen Ort Ihlowerfehn, Gemeinde Ihlow. Das heutige Bauwerk wurde im Jahre 1902 im Stil des Historismus errichtet.

## Geschichte

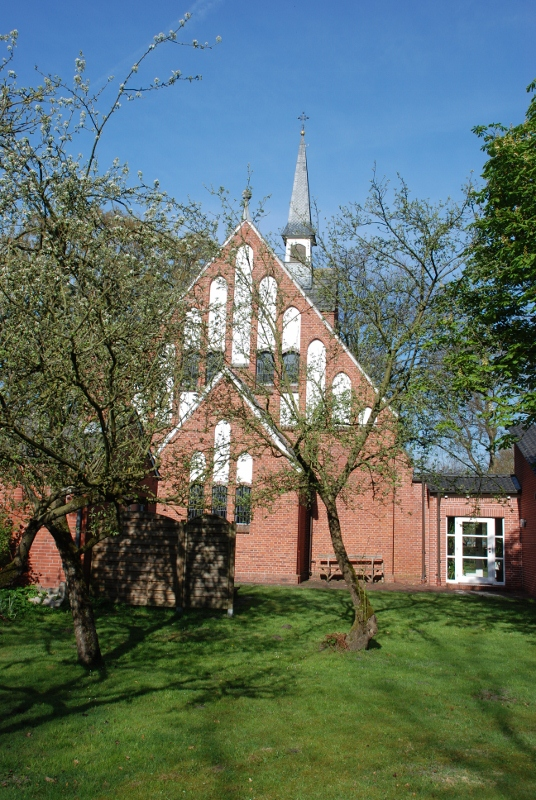
Ostseite der Ihlower Kirche

Der Ort wurde 1780 als Fehnkolonie gegründet. Der Name „Ihlower Vehn“ ist 1804 erstmals belegt und geht auf das benachbarte Kloster Ihlow zurück.
In kirchlicher Hinsicht gehörte Ihlowerfehn von 1780 bis 1790 zur Kirchengemeinde Weene und von 1790 bis 1898 zur Kirchengemeinde Bangstede. Die Moorkolonisten aus Ludwigsdorf schlossen sich Weene an.
Ab den 1870er Jahren entstand Streit über die Höhe der kirchlichen Abgaben an Bangstede. Die Synode gewährte die Gründung einer eigenen Gemeinde und die Einrichtung einer Pfarrkollaboratur für den Hilfsgeistlichen Siefkes, der am 19. Dezember 1898 eingesetzt wurde. Die Gottesdienste wurden Sonntagmorgens in den Schulen von Ihlowerfehn und Ludwigsdorf abgehalten. Die Gründung der eigenständigen Kirchengemeinde Ihlow erfolgte am 22. Juni 1899.
Wegen der unzureichenden Platzverhältnisse in den Schulen wurde bald die Errichtung eines turmlosen „Betsaales mit Pfarrwohnung“ geplant. Die Ihlower erreichten jedoch, dass eine größere Kirche mit Turm genehmigt wurde. Die Grundsteinlegung der Ihlower Kirche fand am 6. August 1901 und die Einweihung am 9. Februar 1902 statt. Ende März 1902 wurde die Pfarrkollaboratur in eine eigenständige Pfarrstelle umgewandelt, am 29. April 1902 das Pfarrhaus fertiggestellt und im Mai 1902 Pastor Siefkes eingeführt. Ein Anbau am Pfarrhaus im Jahr 1912 diente als Lehrsaal für die Konfirmanden, die bis dahin in einem Raum der Pastorenwohnung unterrichtet wurden. In den Jahren 1988 bis 1989 wurde ein größeres Gemeindehaus errichtet, das mittels eines Durchgangs an die Nordseite der Kirche angebaut wurde.
Ende der 1960er Jahre wurde die Kirche renoviert und dem damaligen Zeitgeschmack angepasst. Außerdem erhielt die Kirche eine Fußbodenheizung. Diese wurde 2019 durch eine neue Heizungsanlage mit Heizkörpern unter den Bänken ersetzt.
Die Kirchengemeinde umfasst heute etwa 2500 Gemeindeglieder und gehört dem Kirchenkreis Aurich an.

## Baubeschreibung
Die Saalkirche im Stil des Historismus aus Backstein mit einem Satteldach und eingebauten Westturm wird durch zahlreiche weiße Blenden und Rundbogenfriese geprägt.
Die Außenwände werden an den Langseiten durch je drei spitzbogige Fenster und durch markant abgetreppte Strebepfeiler gegliedert, die bis zum  Rundbogenfries unter der Traufe reichen. Das westliche letzte Feld weist zwei schmale Rundbogen-Blenden auf und ist ohne Fries gestaltet.
Aufwändig ist die Westseite gestaltet. Der eingebaute und leicht hervortretende Turm dient zugleich als Eingang. Über dem profilierten Portal mit seinen Flügeltüren ist ein rundbogiges Blendfeld angebracht, in dem zwei Rundbögen und eine Rundblende eingearbeitet sind. In mittlerer Höhe ziert eine große Rosette in Form einer Blende den Turm. Flankiert wird der Turm in mittlerer Höhe von jeweils drei Rundbogenblenden, die das ganze Giebeldreieck ausfüllen. Die inneren beiden werden im unteren Bereich von kleinen Fenstern durchbrochen. Der Turm hat ein quer stehendes Satteldach, das von einem hölzernen Dachreiter bekrönt wird. Das Geläut besteht aus zwei Glocken. An der Westseite des Turms findet sich der gleiche Rundbogenfries wie beim Schiff. Die Schallarkaden an der Süd- und Nordseite sind von drei schmalen Blendennischen und kleinen Rundblenden umgeben.
Der eingerückte schmale Choranbau mit Satteldach wird an der Ostseite durch drei Blendnischen verziert, die im unteren Bereich von kleinen Fenstern durchbrochen sind. Neun weiße, zur Mitte aufsteigende Blendnischen füllen das ganze östliche Giebeldreieck aus. In der Mitte sind nebeneinander vier kleine Fenster angebracht.

## Innenausstattung

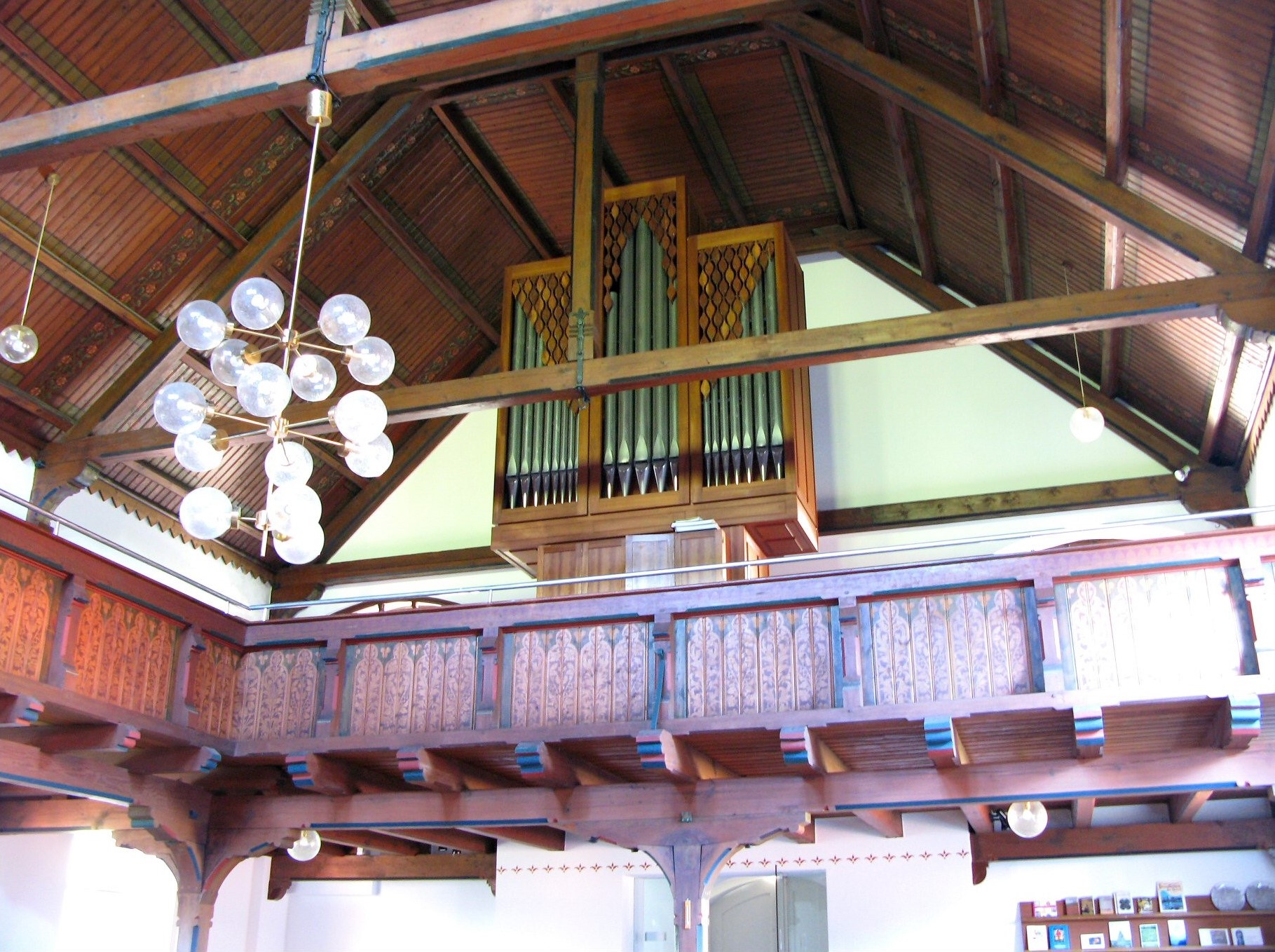
Westempore mit Lobback-Orgel

Der Innenraum, der etwa 400 Besuchern Platz gewährt, erhält durch die einheitlich holzsichtig gehaltene Innenausstattung seine Geschlossenheit. Das Schiff wird durch eine Holzdecke in Trapezform abgeschlossen, deren Ankerbalken auf Holzkonsolen ruhen. Die Balkenkonstruktion der Decke wird durch horizontale grüne gemalte Streifen und durch vertikale Blumenfriese unterstrichen. Massive Holzbalken tragen die Empore an der West- und Südwand.
Der Chorraum ist durch einen großen Stichbogen mit dem Schiff verbunden. Durch eine aufgemauerte Stufe ist er etwas erhöht und weist an der Ostseite drei kleine Fenster in einem Stichbogenfeld auf, das von der Form dem Chorbogen entspricht und wie dieser mit einem Bibelvers überschrieben ist. In den Chor ist eine Holzdecke eingezogen.
Für den Kirchenneubau wurden Fliesen für den Altarraum, das Altarkreuz und der Behang, die Leuchter, Taufschale und Taufstein und die Kanzelbekleidung sowie drei Buntglasfenster für den Chorraum gespendet. Die große Altarbibel mit eigenhändiger Widmung war eine Stiftung von Kaiserin Auguste Victoria.
Die hölzerne Kanzel hat einen schlichten Treppenaufgang und einen kleinen Schalldeckel. Der polygonale Kanzelkorb weist in den Feldern einen Kleeblattbogen auf und ruht auf fünf gedrechselten Füßen. Im Chorraum befindet sich ein Tisch. Ein Dreipass verziert die Außenwangen des Kirchengestühls.
G. Christian Lobback baute in den Jahren 1972 bis 1973 eine kleine Orgel mit sechs Registern und angehängtem Pedal hinter einem dreiachsigen Prospekt. Das Werk verfügte bei der Erbauung über 448 Pfeifen und löste das pneumatische Vorgängerinstrument der Firma P. Furtwängler & Hammer aus dem Jahr 1902 ab. Im Jahr 2008 erweiterte Martin ter Haseborg das Pedal um einen Subbass 16′.